# Гаспари, Антонио
Антонио Доменико Гаспари (итал. Antonio Domenico Gaspari; 1660, Венето — 1723, Венето) — архитектор венецианского барокко.

## Биография
Биографических данных об архитекторе Антонио Гаспари, сыне Джованни Гаспари, сохранилось мало. Известно, что он родился в области Венето (Терраферма), а не в самой Венеции. Вероятно, он был учеником архитектора Бальдассаре Лонгены и завершал некоторые работы после смерти учителя в 1682 году, в частности, дворец Ка-Пезаро на Гранд-канале и грандиозную церковь Санта-Мария-делла-Салюте. Вероятно, был в Риме, поскольку состоял в Академии Святого Луки. Испытал влияние архитекторов римского барокко: Джанлоренцо Бернини и Франческо Борромини. Считается, что именно Гаспари привнёс барочный стиль в архитектуру Венеции.
Гаспари создал и восстановил многие важные архитектурные сооружения в Венеции и на материке, увлекался математическими теориями Хуана Карамуэля в их приложении к архитектуре. В венецианском музее Коррер хранится собрание рисунков и чертежей архитектора.
Точная дата смерти архитектора неизвестна. Предполагается, что около 1721 года он удалился в Кастельгульельмо (историческая область Полезине в Венето), где у него было некоторое имущество, и там он мог скончаться в 1723 году. У него остались два сына: Джан Джакомо, уроженец Венеции, и Джованни Паоло (1712—1775), живописец и сценограф, в основном работал в Германии.

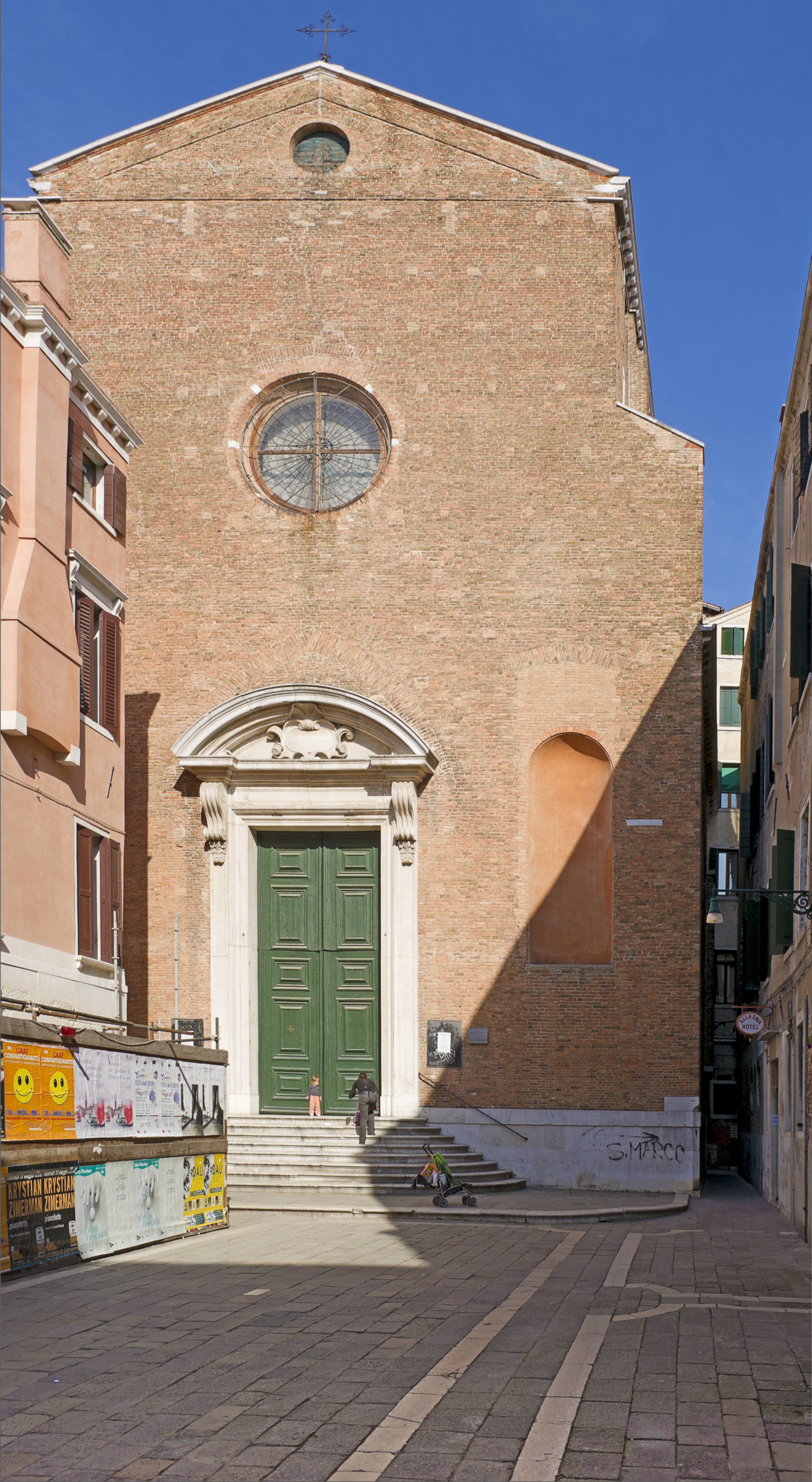
Церковь Санта-Мария-делла-Фава, Венеция. Главный фасад. Проект 1711 г.
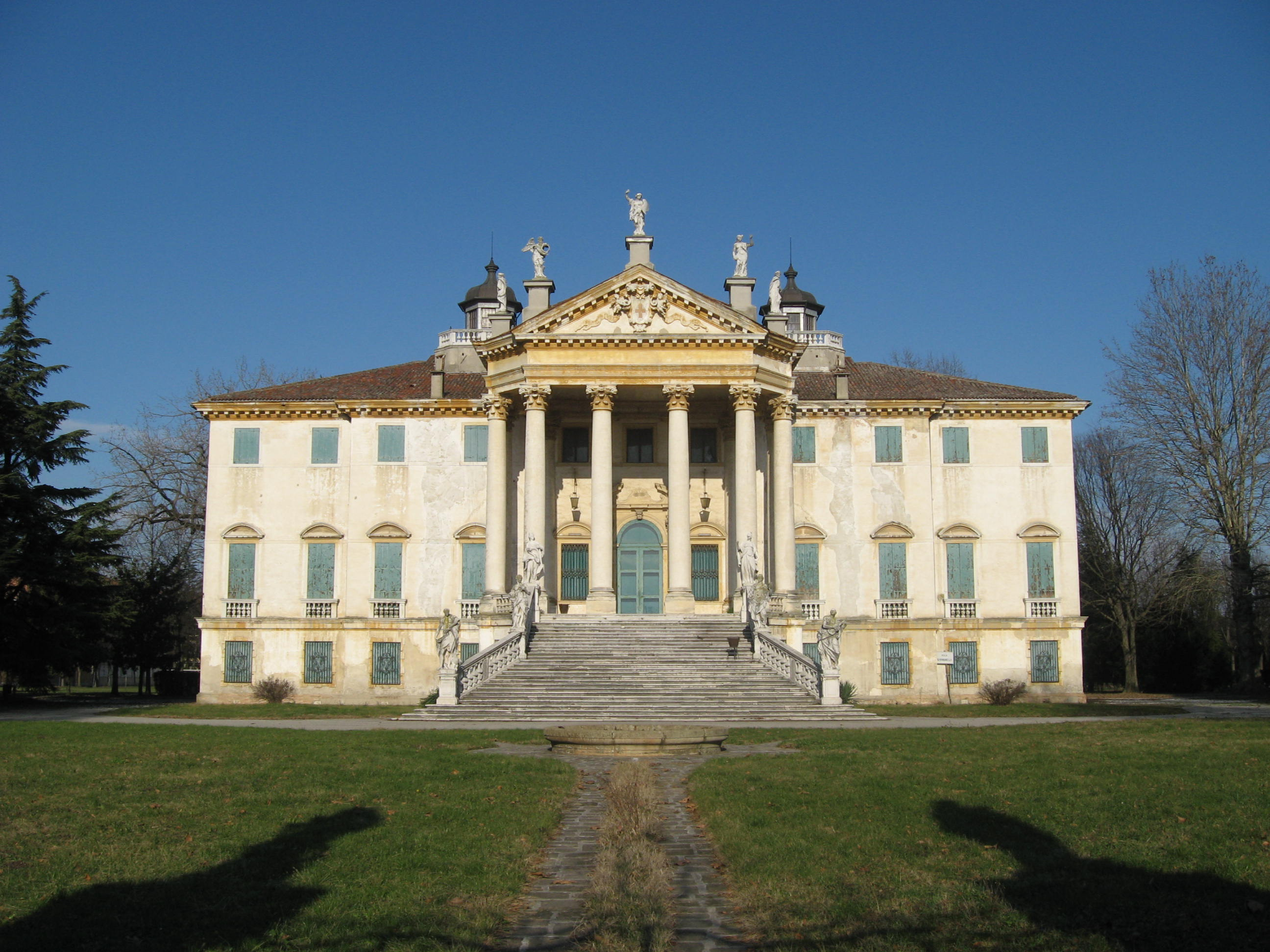
Вилла Джованелли Колонна близ Падуи. 1690-е
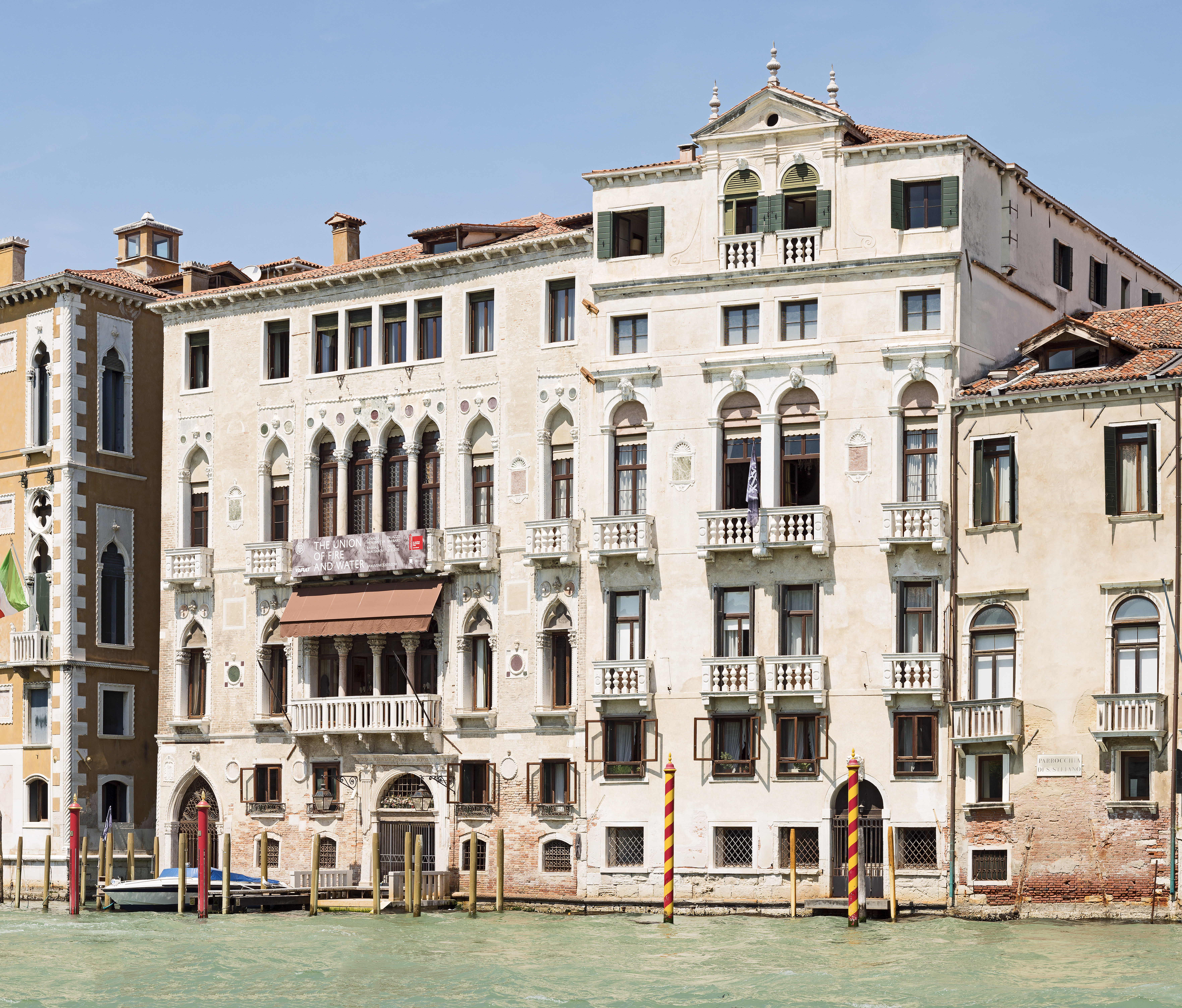
Палаццо Барбаро. Главный фасад. Венеция. Проект 1694 г.
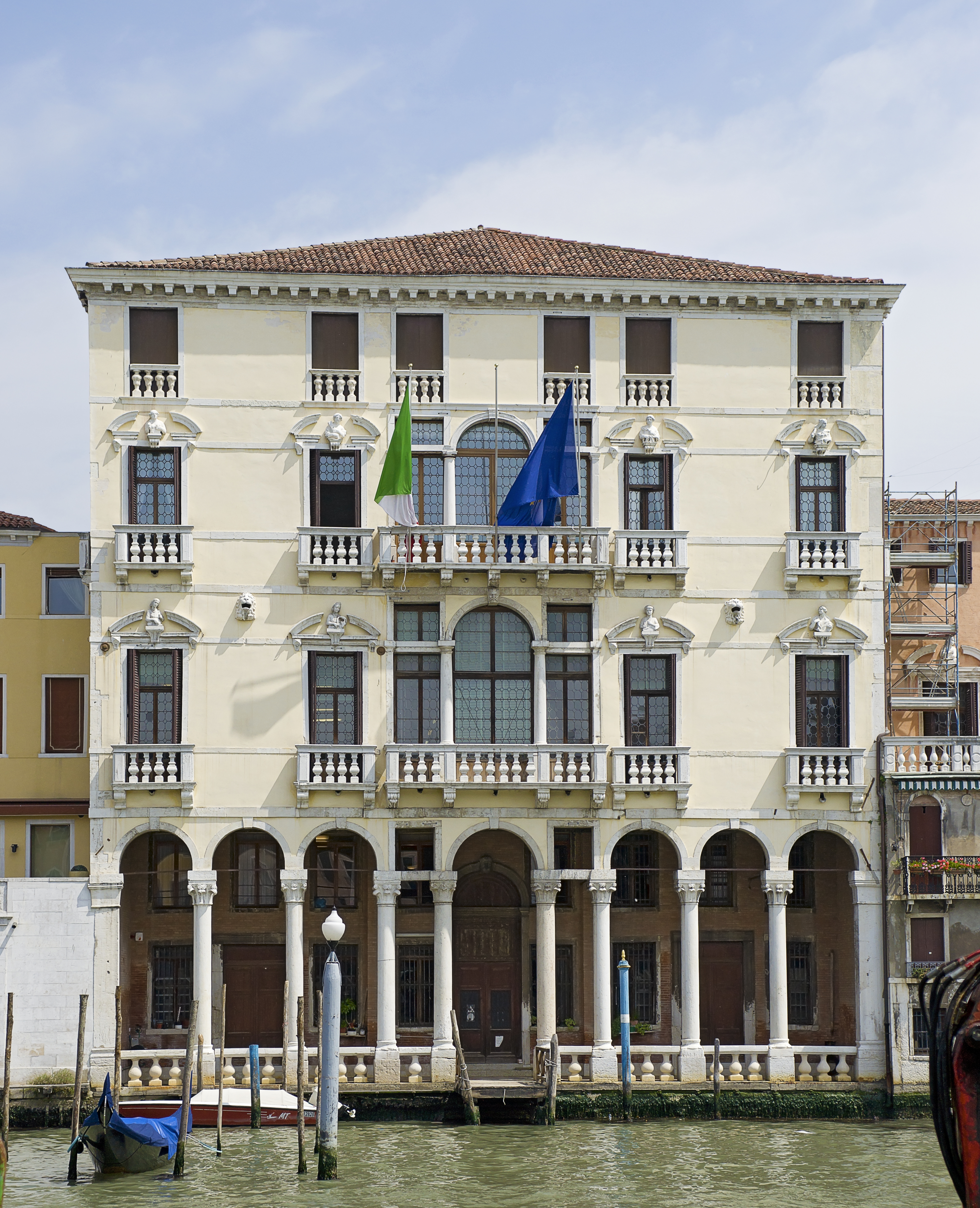
Палаццо Микьель далле Колонне. Венеция. Перестройка 1697 г.

## Основные постройки Антонио Гаспари
- Палаццо Барбаро, Венеция

- Церковь Санта-Мария-делла-Фава, Венеция

- Ка-Дзенобио дельи Армени, Венеция

- Церковь Санта-София, Венеция (реконструкция)

- Церковь Сан-Маркуола, Венеция (проект)

- Палаццо Микьель далле Колонне, Венеция (реконструкция)

- Вилла Джованелли Колонна, Новента-Падована (Падуя)

- Церковь аббатства Санта-Текла, Эсте (Падуя)